# Charles R. Forbes
Charles Robert Forbes, né le 14 février 1878 et mort le 10 avril 1952, est un militaire, homme politique et un haut fonctionnaire américain. Il est nommé premier directeur du Bureau des anciens combattants par le président Warren G. Harding, le 9 août 1921 et reste en poste jusqu'au 28 février 1923.

## Biographie
Attrapé pour désertion de l'armée en 1900, il participe ensuite à la Première Guerre mondiale et est décoré en tant qu'ancien combattant. Il s'engage en politique sur la côte Ouest des États-Unis. En 1912, il déménage à Hawaï et devient président de diverses commissions fédérales. Alors que le sénateur Warren G. Harding était en vacances à Hawaï, les deux hommes se rencontrent par hasard et deviennent amis. Après avoir été élu à la tête du pays en 1920, le président Harding nomme Forbes directeur du Bureau des anciens combattants nouvellement créé, un poste important ayant plusieurs millions de dollars de budget. Le mandat du directeur est toutefois marqué par la corruption et les scandales : Forbes a été considéré comme le « fringant playboy » de Washington et un ami personnel du président Harding. Il fuit en Europe en 1923, revient aux États-Unis, est reconnu coupable de complot en vue de frauder le gouvernement américain et envoyé en prison en 1926, où il a comme compagnon de cellule Frederick Cook, le premier homme à avoir atteint le pôle Nord. Forbes est libéré huit mois plus tard, en 1927. Il est décédé en 1952.

## Sources
- (en) Cet article est partiellement ou en totalité issu de l’article de Wikipédia en anglais intitulé « Charles R. Forbes » (voir la liste des auteurs).